# Парионе

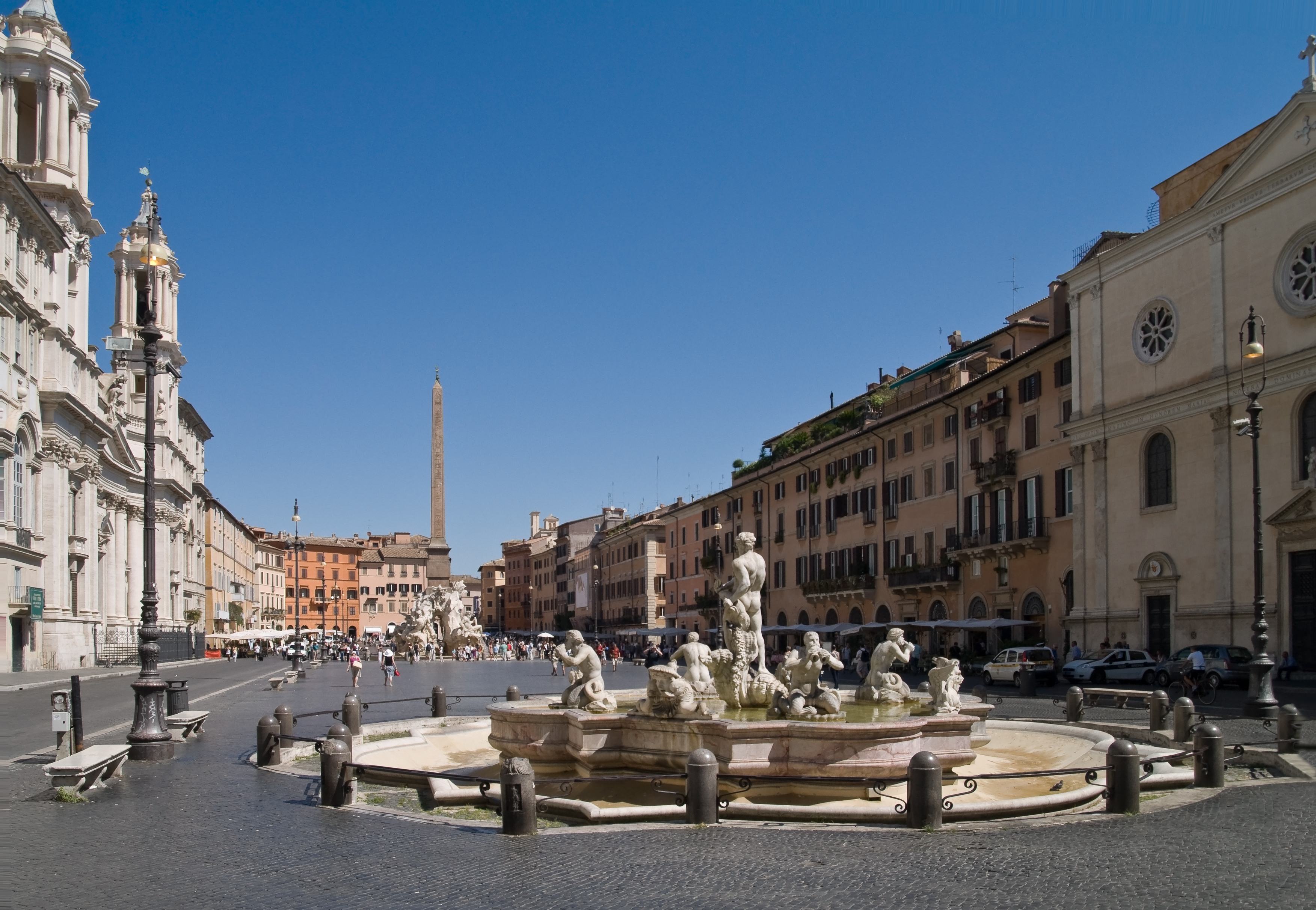
Пьяцца Навона

Парионе (итал. Parione) — VI район (rióne) Рима.

## Положение
Район Парионе граничит с районами Сант-Эустакьо, Понте и Регола.

## История
Район Парионе получил своё название от мощной античной стены, получившей прозвище Parietone (большая стена). На гербе района грифон, символизирующий гордость и благородство.

## Достопримечательности
- Кампо деи Фиори
- Пьяцца Навона
- Корсо дель Ринашименто
- Палаццо Браски
- Палаццо Памфили
- Дворец Канчеллерия
- Театр Помпея
- Церкви
  - Санта-Мария-ин-Валичелла
  - Базилика Святой Агнессы на пьяцца Навона